# Sinibotia
Sinibotia – rodzaj ryb karpiokształtnych z rodziny Botiidae, wcześniej klasyfikowanej w randze podrodziny Botiinae w piskorzowatych. 

## Klasyfikacja
Gatunki zaliczane do tego rodzaju:
- Sinibotia longiventralis
- Sinibotia pulchra
- Sinibotia reevesae
- Sinibotia robusta
- Sinibotia superciliaris
- Sinibotia zebra

Gatunkiem typowym jest Botia superciliaris (S. superciliaris).